# Pseudosymmoca
Pseudosymmoca é um gênero de traça pertencente à família Agonoxenidae.